# Differdingerbalk

Parallellflänsig differdingerbalk

Differdingerbalk, Differdinger Breitflanschträger var en varmvalsad bredflänsprofil i stål, från början med flänsar som lutade 9 procent men senare med parallella flänsar, som tillverkades i Differdingen (Esch-sur-Alzette, Luxemburg). Detta var inga normalprofil, det vill säga en standardiserade profiler, utan specialprofiler, det vill säga tillverkarspecifika profiler. Differdingerbalken är numera ersatt av HE-profilerna vilka är av samma typ men är standardiserade och normalprofiler.

## Historik
Fram till i början av 1900-talet var det av tekniska skäl besvärligt att valsa profiler med breda flänsar, och de som tillverkades blev därför inte standardiserade. Profilen i sig är dessutom inte särskilt gammal i byggtekniksammanhang. Men modernare byggteknik krävde snabbare byggtider, och drastiskt ökade markpriser ställde krav på allt högre byggnader, vilket i sin tur ställde högre krav på hållfastheten. Då behov av sammansatta profiler förelåg, tillverkades dessa oftast på plats av plåt och vinkeljärn, vilket dels var tidsödande, dels gav utrymme för misstag. Med tiden visade det sig att denna teknik inte var tillräcklig. Behovet av prefabricerade bredflänsprofiler uppstod. Med bredflänsprofiler kunde exempelvis ett bjälklag göras lägre utan att dess bärförmåga minskade, vilket därmed sparade både utrymme och kostnader. Eftersom de var prefabricerade minskade dessutom byggtiderna.
Deutsch-Luxemburgische Bergwerks- und Hütten-AG lät uppföra ett universalvalsverk, en sorts valsverk uppfunnet av Henry Grey. De kunde nu tillverka bredflänsprofiler (och givetvis även normalprofiler) som inte led av egenspänningar ens för profiler med riktigt stora dimensioner och detta dessutom på ett mycket ekonomiskt fördelaktigt sätt. Att tillverka bredflänsprofiler hade över huvud taget inte varit möjligt tidigare. Henry Grey var engelsman och före detta överingenjör vid Carnegie Steel Companys valsverk i Homestead, Pennsylvania.
Den 1 juli 1901 valsades den första så kallade greyprofilen. I början var profilerna inte parallellflänsiga utan hade en flänslutning på 9 procent. I juli 1911 valsades den första 1 meter höga balken. Dessa greyprofiler gjorde Differdange (tyska: Differdingen) känt i hela världen, och greyprofilen blev känd under namnet differdingerbalk, Differdinger Grey-Träger på tyska, men den kallades även System Grey.
1914 kom den parallellflänsiga varianten. Den utvecklades av Ilseder Hütte i Peine Tyskland, och kom att benämnas Peiner-Träger, eller P-Träger. Efter detta övergick man även i Differdingen till att tillverka parallellflänsiga balkar, och även den parallellflänsiga kom att benämnas differdingerbalk i Sverige, parallellflänsig differdingerbalk i vissa fall. 
Den parallellflänsiga differdingerbalken kom att finnas i serie under beteckningarna DIPEX, DIMEL, DIP, DIMAX och DIBRED. DIMAX var den grövsta profilen, genom ytterligare valsning av den erhölls DIP (normalserien). Genom att valsa livet tunnare på en DIP, erhölls DIPEX och om flänsen dessutom valsades tunnare erhölls DIMEL. DIBRED var en profil där flänsens bredd var större än profilens höjd. Eftersom standardiseringen inte var så hårt styrd, gick det dessutom specialbeställa profiler med dimensioner mellan dessa typer.

Amerikanska parallellflänsiga bedflänsbalkar

Bethlehem Steel var först i USA att tillverka greyprofiler, vilket de började med i januari 1908.